# Галкина, Елена Сергеевна
Елена Сергеевна Галкина (род. 6 февраля 1985) — российская дзюдоистка, призёр первенства России 2001 года среди кадетов, чемпионка (2001) и бронзовый призёр (2004) первенств России среди юниоров, бронзовый призёр первенства России 2003 года среди молодёжи, серебряный (2011) и бронзовый (2008) призёр чемпионатов России, победительница и призёр всероссийских турниров, мастер спорта России. Выступала в суперлёгкой весовой категории (до 48 кг). Её наставницей была И. А. Фандюшина. Проживает в Новокузнецке. Завершила спортивную карьеру.

## Спортивные результаты
- Первенство России по дзюдо среди кадетов 2001 года — ;
- Первенство России по дзюдо среди юниоров 2001 года — ;
- Первенство России по дзюдо среди молодёжи 2003 года — ;
- Первенство России по дзюдо среди юниоров 2004 года — ;
- Мемориал Владимира Гулидова 2008 года — ;
- Чемпионат России по дзюдо 2008 года — ;
- Чемпионат России по дзюдо 2010 года — 5 место;
- Мемориал Владимира Гулидова 2010 года — ;
- Мемориал Владимира Гулидова 2011 года — ;
- Чемпионат России по дзюдо 2011 года — .